# (4190) Kvasnica
(4190) Kvasnica ist ein Hauptgürtelasteroid, der am 11. Mai 1981 von Ladislav Brožek am Kleť-Observatorium entdeckt wurde.
Der Asteroid wurde nach dem tschechoslowakischen Physiker Jozef Kvasnica (1930–1992) benannt.